# Морконе
Морконе (итал. Morcone) је насеље у Италији у округу Беневенто, региону Кампанија.
Према процени из 2011. у насељу је живело 1619 становника. Насеље се налази на надморској висини од 462 м.

## Становништво
Према резултатима пописа становништва 2011. у општини је живело 5.042 становника.
| 1931. | 1936. | 1951. | 1961. | 1971. | 1981. | 1991. | 2001. | 2011. |
| ----- | ----- | ----- | ----- | ----- | ----- | ----- | ----- | ----- |
| 9.522 | 9.352 | 9.338 | 8.983 | 8.027 | 7.525 | 6.705 | 5.122 | 5.042 |

## Партнерски градови
- Penela